# Максимовська сільська рада (Янаульський район)
Макси́мовська сільська рада (рос. Максимовский сельский совет) — муніципальне утворення у складі Янаульського району Башкортостану, Росія. Адміністративний центр — село Максимово.

## Населення
Населення — 666 осіб (2019, 804 в 2010, 922 в 2002).

## Склад
До складу поселення входять такі населені пункти:
| Населений пункт              | Населення, осіб (2002) | Населення, осіб (2010) |
| ---------------------------- | ---------------------- | ---------------------- |
| Верхня Барабановка, присілок | 257                    | 196                    |
| Зірка, присілок              | 23                     | 18                     |
| Максимово, село              | 642                    | 590                    |